# تشارلز إليوت تانر
تشارلز إليوت تانر (بالإنجليزية: Charles Elliott Tanner)‏ هو سياسي كندي، ولد في 7 أكتوبر 1857 في كندا، وتوفي في 13 يناير 1946. حزبياً، نشط في Liberal-Conservative Party ‏. وقد انتخب عضو مجلس الشيوخ الكندي.